# Dr.Tommy
Dr.Tommy（ドクター・トミー）は、兵庫県姫路市出身の日本の男性歌手、音楽プロデューサー、DJ、作詞家、作曲家、編曲家、ラッパー、ダンサー、振付師。株式会社ゴールデン・ガッツィー代表取締役。本名：平田朋久（ヒラタトモヒサ）。旧姓：河野（カワノ）。1998年よりインディーズ・レーベル”GOLDEN GUTSY RECORDS”を主宰。